# U-9 (Bundeswehr)
De U-9 is een Type 205 onderzeeboot van de Duitse marine. Het zijn kleine onderzeeboten met een bemanning van 22 man. De bewapening bestond uit acht torpedo’s en 22 zeemijnen. Ze werden vooral ingezet in de relatief ondiepe Noord- en Oostzee en konden tot 100 meter diep duiken. 
De Type 205 is een verbeterde versie van het Type 201, waarvan de bouw na drie exemplaren werd gestaakt. Voor de onderzeeboten van het Type 205 begon de marine te tellen vanaf de U-4. De aanduiding U-1 tot en met U-3 werden nog gebruikt voor de Type 201 schepen.
Met de bouw van de U-9 werd op 10 december 1964 een start gemaakt. De scheepswerf Howaltswerke in Kiel was voor de bouw verantwoordelijk. De boot kwam op 11 april 1967 in dienst bij de 1. U-Bootgeschwader van de onderzeebootdienst in Kiel. Het werkgebied was de Oostzee en de onderzeeboten van deze klasse hadden als belangrijkste taak een Sovjet landing op de kust te verhinderen. Met de snorkel en de batterijen, met een totale massa van 94 ton, kon het dagenlang onder water verblijven. In 1993 werd hij buiten dienst gesteld. Gedurende de 26 jaar in dienst had de U-9 in totaal 175.000 zeemijl gevaren waarvan 16.478 uren onder water.
Uit dienst is de onderzeeboot verplaatst naar het Technikmuseum Speyer. Op 3 juni 1993 vertrok een sleepboot en de U-9 uit het Noord-Duitse Wilhelmshaven. Na een reis van zo'n 1000 kilometer over de Noordzee naar Rotterdam en vandaar op een ponton over de Rijn kwam de U-9 op 20 augustus 1993 in Speyer aan. De U-9 is daar in de collectie opgenomen en is ook van binnen te bezoeken.
Een broederboot, de U-11, is een museumboot op het Duitse eiland Fehmarn.

## Galerij

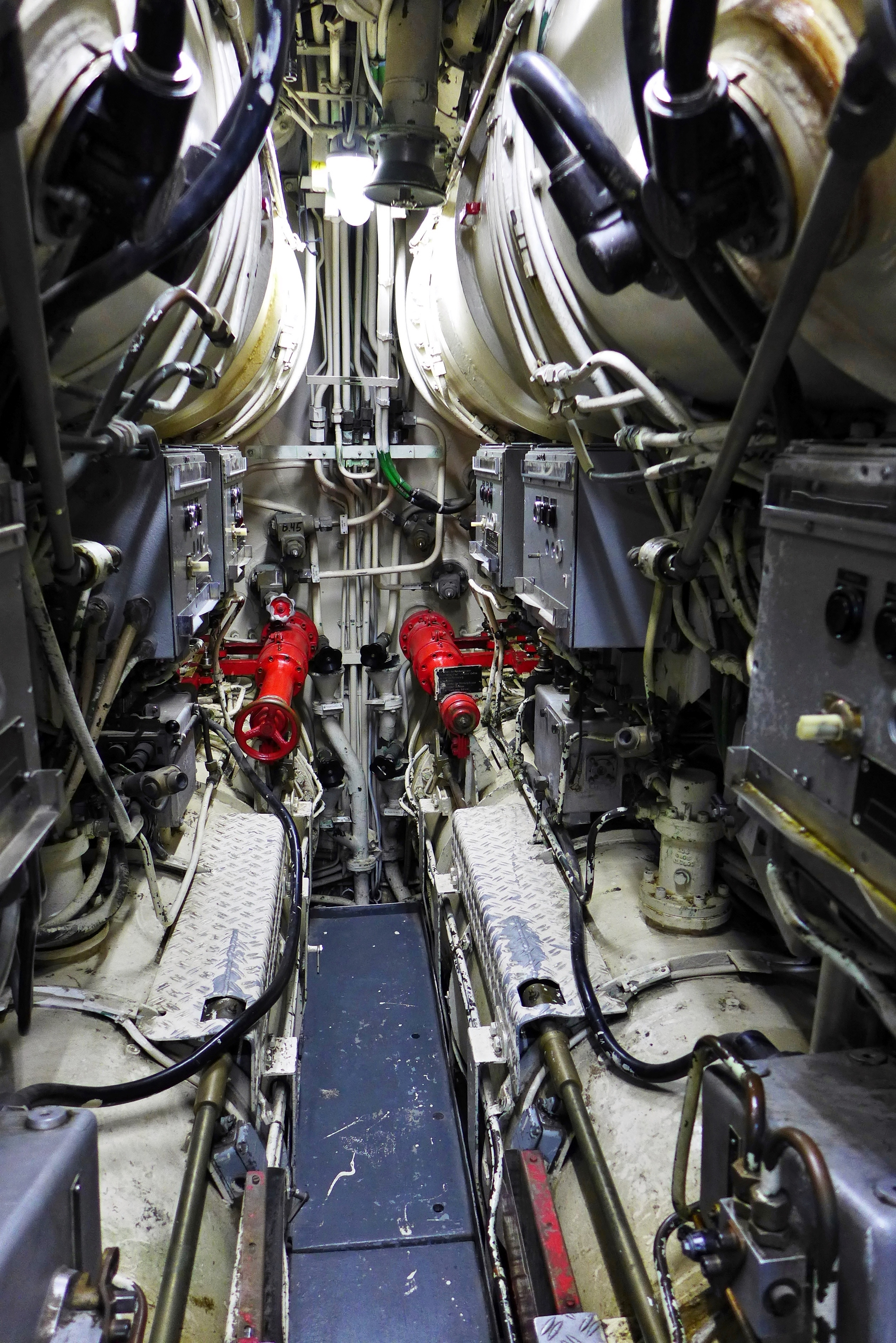
Torpedoruimte
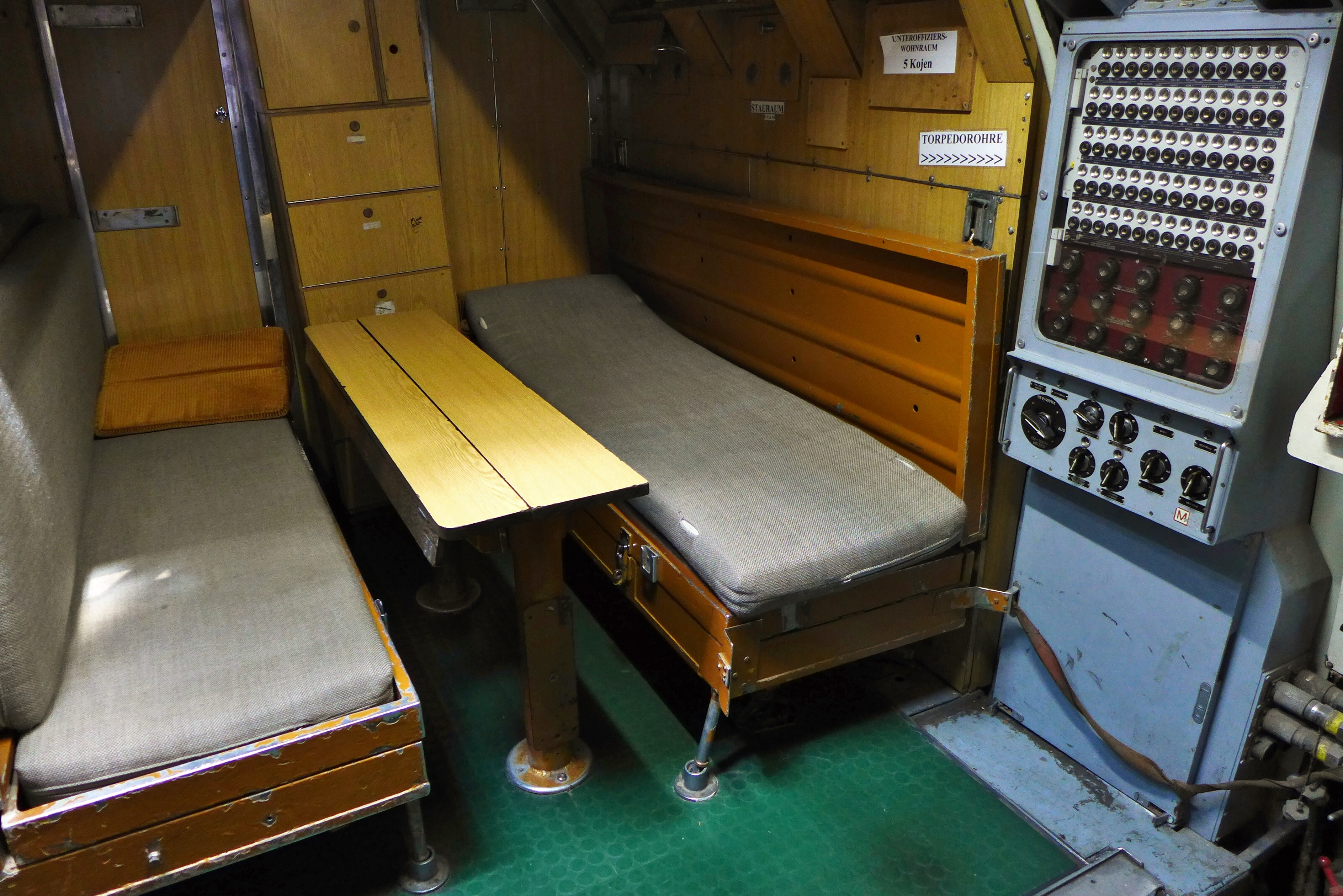
Ruimte voor de bemanning
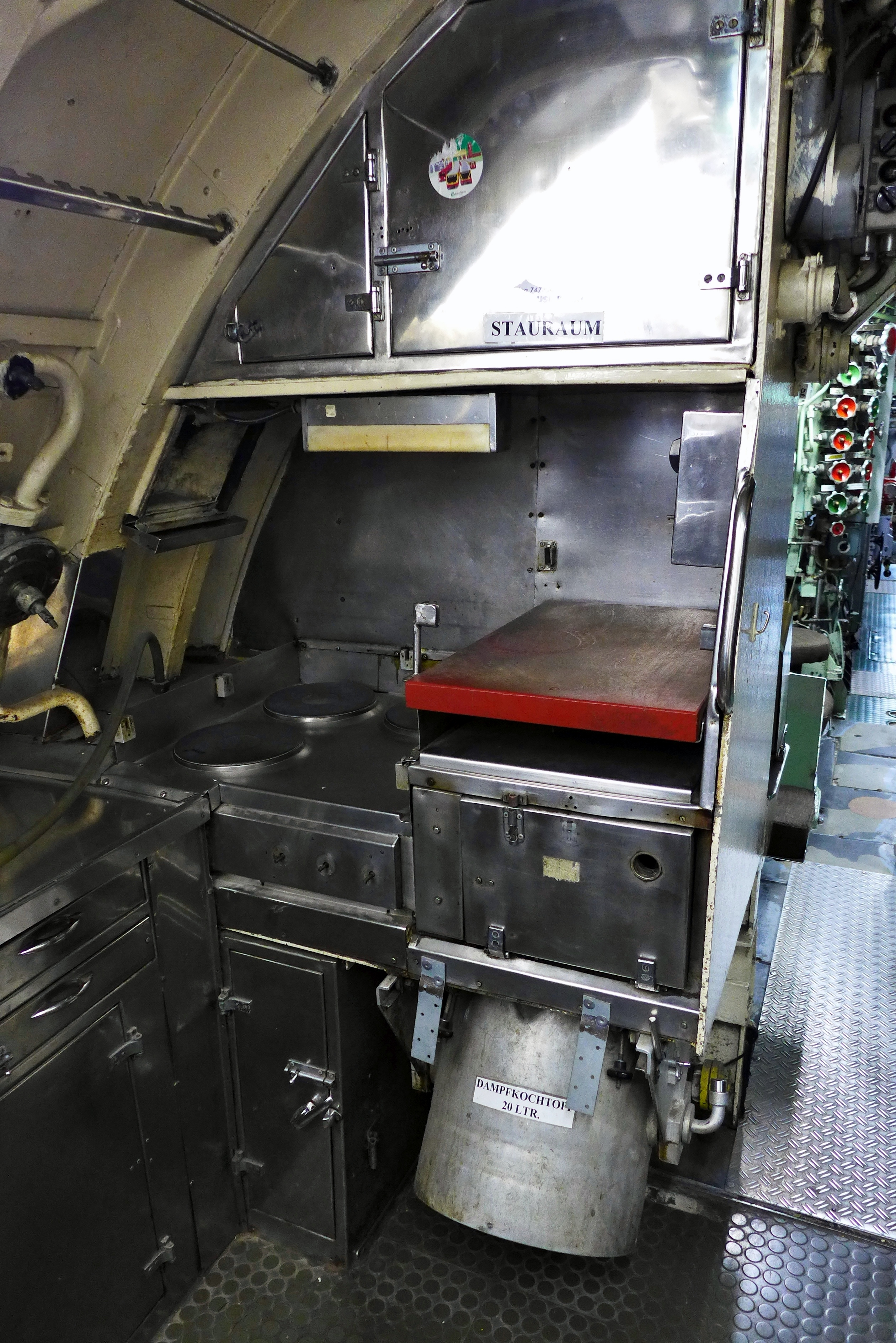
Kombuis
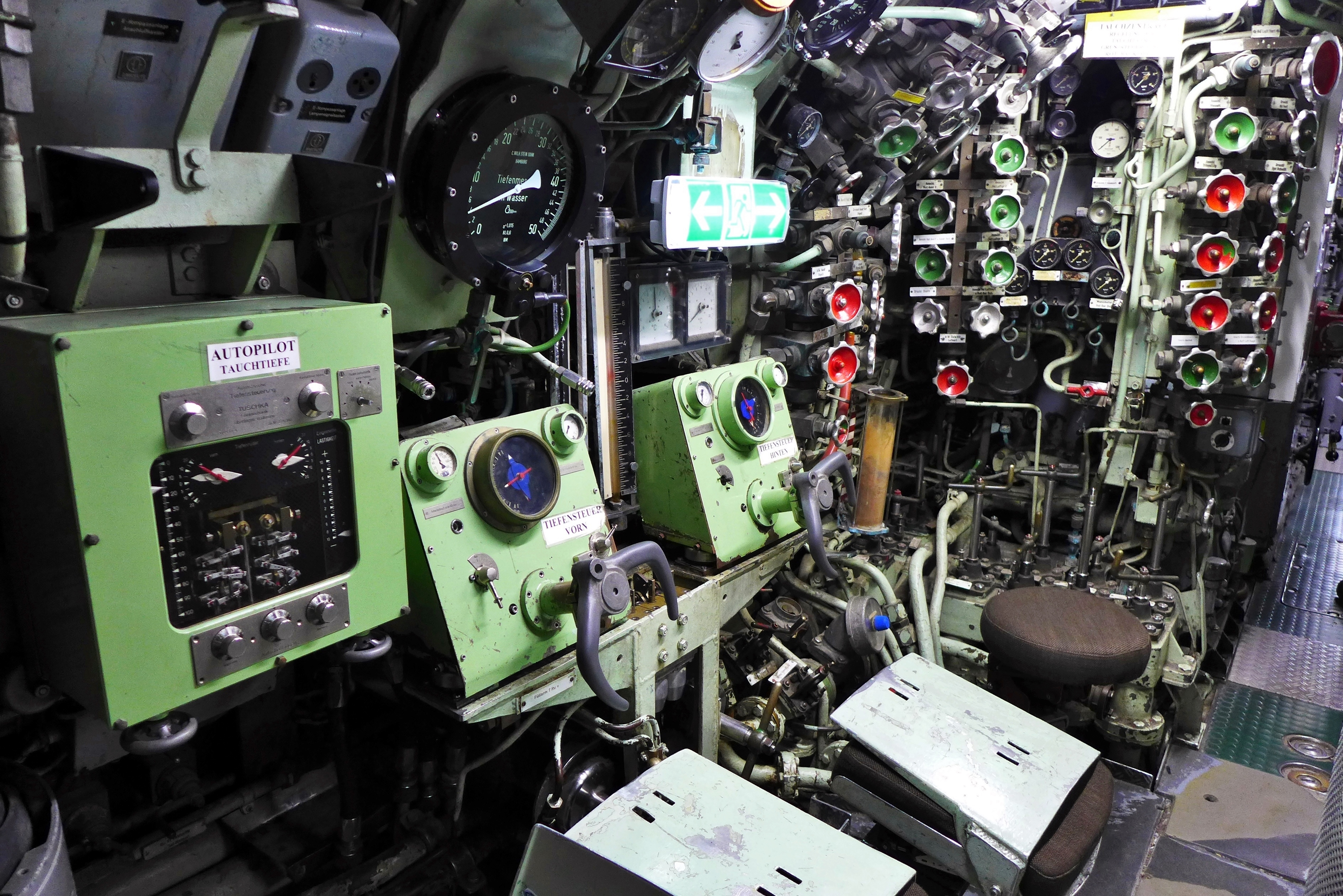
Stuurhuis